# Guérin Lebrun
Guérin Lebrun est le 16e supérieur de L'Hospital de l'ordre de Saint-Jean de Jérusalem de 1230 ou 1231 à sa mort en 1236.

## Biographie
Le grand maître a été prieur de France au moment de sa nomination. Nous n'avons pas de certitude sur la date de son élévation mais nous savons que le 1er mai 1231 il était déjà grand maître. La dernière mention de son prédécesseur, Bertrand de Thessy date du 13 mai 1230 et qu'il n'est plus prieur de France en octobre 1230.
Son magistère prit fin entre le mois de mai 1236, dernier acte de Guérin et le 20 septembre 1236, premier acte de son successeur Bertrand de Comps.
Nous n'avons pas plus d'idée sur son origine même s'il est facile de penser qu'il était originaire de France, il n'aurait pas pu être à la tête du prieuré de France autrement.
Dans le litige qui oppose les Ibelin, régents du roi Henri, à Frédéric II les Hospitaliers prirent bien garde de s'en tenir à l’écart. Guérin Lebrun racheta au neveu d'Hendi, Jean l'Aleman, 16 000 besants Carfalet et à Jean d'Ibelin qui céda à L'Hospital, dans la rue de la Vielle Reine, les maisons qu'il y possédait.
En 1231, le 27 octobre, Guérin Lebrun accepte les ouvertures du patriarche de Jérusalem et légat du pape, Giraud de Lausanne. Il renonce aux donations consenties en la faveur des Hospitaliers dans la principauté d'Antioche par Raymond-Roupen, à l'exception de Gibelet et du château de la Vielle. En échange Bohémond s'engage à lui payer une rente de 873 besants d'Antioche et une autre de 316 besants de Tripoli assises sur le revenu de ces deux villes ainsi que la confirmation des dons et ventes en Cilicie qui avaient été faites le 1er décembre 1217 par Jean Nicéphore. Le pape leva le 10 avril 1233 l'excommunication de Bohémond qui mourut peu après.
1233 est pour L'Hospital l'année d'une action contre Malek el Modaffer, sultan d'Iconium, qui refusait de payer le tribut annuel que son frère payait pour s'assurer leur appui. Ils réunirent au pied du Krak des Chevaliers, dans la plaine de la Boquée, 100 chevaliers, 400 sergents à cheval et 1 500 hommes de pied, mais aussi une armée composée des Templiers sous les ordres d'Armand de Périgord, 80 chevaliers du royaume de Jérusalem sous les ordres de Pierre d'Avalon, 100 chevaliers chypriotes sous la conduite de Jean d'Ibelin et 30 chevaliers de la principauté d'Antioche obéissant à Henri d'Antioche. Ils pillèrent Montferrand et ses alentours, Mardjemin et Somakieh, puis regagnèrent la Boquée sans encombre. Malek et Kamel, sultan d'Égypte, et Al-Ashraf, sultan de Damas obtinrent de faire payer le tribut.
Le 25 juillet 1235, un différend oppose les Hospitaliers aux Templiers et il fallut avoir recours à l'arbitrage du légat du pape Thierry de Ravenne. Il s'agissait d'un différend au sujet des eaux du Nahr al Na'mein qui faisait fonctionner les moulins de Saint-Jean-d'Acre. Elle trouva sa solution dans une réglementation du niveau des eaux.

## Sources bibliographiques
- Bertrand Galimard Flavigny (2006) Histoire de l'ordre de Malte, Perrin, Paris
- J. Delaville Le Roulx, Les hospitaliers en terre sainte et à Chypre 1100 à 1310, Paris, Ernest Leroux, 1904